# Augustin Matata Ponyo
Augustin Matata Ponyo Mapon (sinh ngày 5 tháng 6 năm 1964) là chính trị gia, giữ chức Thủ tướng Chính phủ nước Cộng hòa Dân chủ Congo kể từ tháng 4 năm 2012. Trước đây, ông từng là Bộ trưởng Tài chính từ tháng 2 năm 2010 đến tháng 4 năm 2012.. Mặc dù là Thủ tướng nhưng ông vẫn giữ trách nhiệm về danh mục đầu tư tài chính.
Ngày 18 tháng 4 năm 2012, ông được Tổng thống Joseph Kabila bổ nhiệm làm Thủ tướng.